# G3 (groupe)
Pour les articles homonymes, voir G3.
G3 est un concert mis au point par Joe Satriani, imaginé afin de faire la promotion de son  album en 1996. C'est une tournée mondiale, dont la première édition fut réalisée par Satriani lui-même, accompagné des deux plus grands guitaristes du moment : Eric Johnson et Steve Vai. 
Cette formule sera plusieurs fois reconduite par la suite, avec des guitaristes aux styles très variés et virtuoses, comme Kenny Wayne Shepherd, Michael Schenker, Uli Jon Roth, Michel Cusson, Robert Fripp, Yngwie Malmsteen, John Petrucci ou encore Paul Gilbert auxquels se joignent certains invités prestigieux tels que Billy Gibbons, Neal Schon, Steve Morse, Andy Timmons, Patrick Rondat et Brian May. À la suite du succès de la formule, trois tournées du G3 furent l'objet d'enregistrement live en CD et DVD.

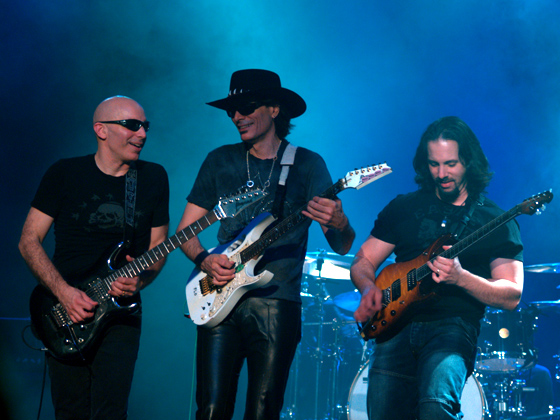
Joe Satriani, Steve Vai et John Petrucci (de g. à d.) lors d'un concert du G3.

## Formations

### Formations par année
- Octobre 1996 : Joe Satriani, Steve Vai et Eric Johnson (plus Kenny Wayne Shepherd pour les premières représentations), tournée aux États-Unis.
- Mai 1997 : Joe Satriani, Steve Vai et Adrian Legg en Europe.
- Juin - Novembre 1997 : Joe Satriani, Steve Vai, Kenny Wayne Shepherd et Robert Fripp aux États-Unis. Rejoints par Michel Cusson aux spectacles à Montréal et Québec.
- Mai 1998 : Joe Satriani, Michael Schenker et Uli Jon Roth en Europe. Ce dernier est remplacé par Brian May en Angleterre alors que les 3 seront rejoint par Patrick Rondat en France, formant alors un exceptionnel "G4" au Zénith de Paris.
- Octobre 2000 : Joe Satriani, Steve Vai et Eric Johnson pour un seul concert à Kuala Lumpur.
- Juin 2001 : Joe Satriani, Steve Vai et John Petrucci.
- Octobre 2003 : Joe Satriani, Steve Vai et Yngwie Malmsteen aux États-Unis. Ce dernier est remplacé par John Petrucci au Japon.
- 2004 : Joe Satriani, Steve Vai et Robert Fripp aux États-Unis, en Europe et en Amérique latine.
- Mai 2005 : Joe Satriani, Steve Vai et John Petrucci à Tokyo.
- Octobre 2006 : Joe Satriani, John Petrucci et Eric Johnson en Amérique latine.
- Novembre 2006 : Joe Satriani, Steve Vai et John Petrucci en Australie.
- Mars 2007 : Joe Satriani, John Petrucci et Paul Gilbert aux États-Unis.
- Mars 2012 : Joe Satriani, Steve Vai et Steve Lukather en Australie.
- Juillet 2012 : Joe Satriani, Steve Vai et Steve Morse en Europe.
- 2018 : (États-Unis) Joe Satriani, John Petrucci et Phil Collen.
- 2018 : (Europe) Joe Satriani, John Petrucci et Uli Jon Roth.

### Classement des artistes par nombre de participations
| Classement | Guitariste           | Nb. de participations | Années |
| ---------- | -------------------- | --------------------- | --- |
| 1er        | Joe Satriani         | 15                    | 1996, 05/1997, 11/1997, 1998, 2000, 2001, 2003, 2004, 2005, 10/2006, 11/2006, 2007, 03/2012, 07/2012, 2018 |
| 2e         | Steve Vai            | 11                    | 1996, 05/1997, 11/1997, 2000, 2001, 2003, 2004, 2005, 11/2006, 03/2012, 07/2012                            |
| 3e         | John Petrucci        | 7                     | 2001, 2003, 2005, 10/2006, 11/2006, 2007, 2018                                                             |
| 4e         | Eric Johnson         | 3                     | 1996, 2000, 10/2006                                                                                        |
| 5e         | Kenny Wayne Shepherd | 2                     | 1996, 11/1997                                                                                              |
| 5e         | Robert Fripp         | 2                     | 11/1997, 2004                                                                                              |
| 5e         | Uli Jon Roth         | 2                     | 1998, 2018                                                                                                 |
| 6e         | Adrian Legg          | 1                     | 05/1997 |
| 6e         | Michel Cusson        | 1                     | 11/1997 |
| 6e         | Michael Schenker     | 1                     | 1998 |
| 6e         | Brian May            | 1                     | 1998 |
| 6e         | Patrick Rondat       | 1                     | 1998 |
| 6e         | Yngwie Malmsteen     | 1                     | 2003 |
| 6e         | Paul Gilbert         | 1                     | 2007 |
| 6e         | Steve Lukather       | 1                     | 03/2012 |
| 6e         | Steve Morse          | 1                     | 07/2012 |
| 6e         | Phil Collen          | 1                     | 2018 |

## Discographie

### CD:Live in Concert(1997)
1. Cool No. 9 (Satriani) – 6:47
2. Flying in a Blue Dream (Satriani) – 5:59
3. Summer Song (Satriani) – 6:28
4. Zap (Johnson) – 6:07
5. Manhattan (Johnson) – 5:16
6. Camel's Night Out (Kyle Brock, Mark Younger-Smith) – 5:57
7. Answers (Vai) – 6:58
8. For the Love of God (Vai) – 7:47
9. The Attitude Song (Vai) – 5:14
10. Going Down (Nix) – 5:47
11. My Guitar Wants to Kill Your Mama (Zappa) – 5:21
12. Red House (Hendrix) – 9:12

### CD:Rockin' in the Free World(2004)
- Disque 1 :
  1. The Extremist (Satriani) – 3:53
  2. The Crystal Planet (Satriani) – 4:41
  3. Always with Me, Always with You (Satriani) – 4:16
  4. Midnight (Satriani) – 3:05
  5. The Mystical Potato Head Groove Thing (Satriani) – 5:31
  6. You're Here (Vai) – 3:33
  7. Reaping (Vai) – 7:05
  8. Whispering a Prayer (Vai) – 9:27
  9. Blitzkrieg (Malmsteen) – 2:50
  10. Trilogy Suite Op. 5 (Malmsteen) – 8:07
  11. Red House (Jimi Hendrix) – 4:25
  12. Fugue (Malmsteen) – 3:37
  13. Finale (Malmsteen) – 2:54

- Disque 2 :
  1. Voodoo Child (Slight Return) (Jimi Hendrix) – 10:46
  2. Little Wing (Jimi Hendrix) – 6:08
  3. Rockin' in the Free World (Neil Young) – 12:29

### DVD:Live in Denver(2004)
1. Satch Boogie (Satriani)
2. The Extremist (Satriani)
3. Starry Night (Satriani)
4. Midnight (Satriani)
5. The Mystical Potato Head Groove Thing (Satriani)
6. I Know You're Here (Vai)
7. Juice (Vai)
8. Get the Hell Out of Here (Vai)
9. Evil Eye (Malmsteen)
10. Baroque 'n' Roll (Malmsteen)
11. Acoustic Guitar Solo (Malmsteen)
12. Adagio (Malmsteen)
13. Far Beyond the Sun (Malmsteen)
14. Amazing Speed (Malmsteen)
15. Rockin' in the Free World (Young)
16. Little Wing (Hendrix)
17. Voodoo Child (Slight Return) (Hendrix)

### CD:Live in Tokyo(2005)
- Disque 1 :
  1. Glasgow Kiss (Petrucci) – 9:18
  2. Damage Control (Petrucci) – 10:31
  3. The Audience Is Listening (Vai) – 8:59
  4. Building the Church (Vai) – 6:09
  5. K'm-Pee-Du-Wee (Vai) – 9:16

- Disque 2 :
  1. Up in Flames (Satriani) – 8:56
  2. Searching (Satriani) – 8:44
  3. War (Satriani) – 6:37
  4. Foxy Lady (Hendrix) – 10:43
  5. La Grange (Beard, Gibbons, Hill) – 9:18
  6. Smoke on the Water (Blackmore, Gillan, Roger Glover, Lord, Paice) – 12:33